# 盧英學
盧英學（韓語：노영학，1993年4月1日—），韓國男演員。在2012年10月10日播出的《黃金漁場》節目中曾說過自己出道已有11年，且共演過10部古裝劇，只有上古的檀君朝鮮時代沒演過，而在古裝劇中共演過三次王，兩次乞丐，只是從輔助龍套開始接觸演戲，約長達四年。因前四年辛苦的龍套生涯，所以其正式出道的作品為2006年的兒童劇《花郎戰士MARU》，盧英學於該劇中飾演配角浩泰。

## 演出作品

### 電視劇
- 2006年：KBS《花郎戰士MARU（朝鲜语：화랑전사 마루）》飾演 浩泰
- 2007年：SBS《王與我》飾演 晉城大君
- 2008年：SBS《一枝梅》飾演 秀幕
- 2008年：SBS《食客》飾演 李成燦（少年）
- 2009年：MBC《善德女王》飾演 石品（少年）
- 2010年：KBS《名家》飾演 金元日（少年）
- 2010年：MBC《Road No. 1》飾演 許燦植
- 2010年：SBS《Giant》飾演 趙敏宇（少年）
- 2010年：SBS《南瓜花純情》飾演 吳孝俊（少年）
- 2010年：KBS《Drama Special－Rock, Rock, Rock》
- 2011年：MBC《夥伴》飾演 天雷（少年）
- 2011年：MBC《階伯》飾演 義慈王（少年）
- 2011年：JTBC《仁粹大妃》飾演 朝鮮睿宗
- 2012年：KBS《大王之夢》飾演 金庾信（少年）
- 2012年：SBS《大風水》飾演 李廷根（少年）
- 2013年：MBC《七級公務員》飾演 金敏浩
- 2013年：KBS《鯊魚》飾演 吳俊榮（少年）
- 2013年：MBC《火之女神井兒》飾演 光海君（少年）
- 2013年：tvN《Who Are You》飾演 林盛燦
- 2013年：MBC《握住我的手》飾演 韓俊英
- 2014年：MBC《Triangle》飾演 張東洙（少年）
- 2014年：KBS《一片丹心蒲公英》飾演 姜東秀／陳道英
- 2015年：KBS《懲毖錄》飾演 光海君
- 2015年：KBS《蒙面檢察官》飾演 河大哲（少年）
- 2015年：tvN《第二個二十歲》飾演 羅順男
- 2016年：KBS《Master－麵條之神》飾演 河正泰（少年）
- 2016年：KBS《在天空中的太陽》飾演 車珉宇
- 2017年：SBS《師任堂，光的日記》飾演 李峼
- 2019年：SBS《獬豸》飾演 李昍
- 2022年：MBC《醫法刑事》飾演 鄭熙京

### 電影
- 2008年：《能看到首爾嗎》
- 2011年：《我們身邊的犯罪》
- 2015年：《少數意見》
- 2015年：《西部戰線1953》
- 2015年：《桃李花歌》
- 2021年：《金派特務》饰演 黑客

## 獲獎
- 2012年：KBS演技大賞－男子青少年演技獎(《大王之夢》)

## 外部連結
- NAVER （页面存档备份，存于）
- 盧英學的Instagram帳戶
- 盧英學的X（前Twitter）